# Síndrome de la persona rígida
El síndrome de la persona rígida (SPS por sus siglas en inglés) o también conocido como síndrome de hombre rígido, o síndrome de stiff-man en otros países) es un extraño desorden neurológico de causa incierta caracterizado por el desarrollo de rigidez y endurecimiento muscular. La rigidez afecta principalmente a los músculos del tronco y se caracteriza por espasmos, resultando en deformidades posturales. Los síntomas comunes suelen ser el dolor crónico, la movilidad limitada y la hiperlordosis lumbar.
El SPS ocurre aproximadamente en una de cada millón de personas y se encuentra comúnmente en personas de mediana edad. Una pequeña minoría de pacientes tienen la varieda paraneoplásico de la enfermedad. Existen variantes de esta condición, como el síndrome de extremidades rígidas, la cual afecta principalmente una extremidad en particular.
El SPS fue descrito por primera vez en 1956. El criterio diagnóstico fue propuesto en 1960 y mejorado dos décadas después. En las décadas de 1990 y 2000, la función de los anticuerpos en la condición resultó ser más clara. Los pacientes con SPS generalmente tienen anticuerpos contra la descarboxilasa del ácido glutámico (GAD, por sus siglas en inglés), los cuales rara vez ocurren en la población general. Además de los exámenes de sangre para detectar GAD, también los exámenes de electromiografía pueden ayudar a confirmar la presencia de la enfermedad.
Los medicamentos benzodiacepínicos son el tratamiento más común y se usan para tratar y aliviar los síntomas de la rigidez. Otros tratamientos comunes incluyen el baclofeno, la inmunoglobulina intravenosa y el rituximab. Existe una experiencia terapéutica limitada pero alentadora de trasplante de células madre hematopoyéticas para personas con SPS.

## Historia
El SPS fue descrito por primera vez por Frederick Moersch y Henry Woltman en 1956, quienes lo nombraron "síndrome de la persona rígida". Su descripción de esta enfermedad se basó en 14 que ellos observaron por más de 32 años. Usando electromiografía, ellos señalaron que las descargas de la unidad motora sugerían que las contracciones de los músculos voluntarios estaban ocurriendo en sus pacientes. Los casos previos del SPS habían sido descartados como problemas psicógenos. Gordon et al. desarrollaron criterios de diagnóstico clínico en 1967 y observaron "contracción tónica persistente reflejada en una activación constante incluso en reposo" después de administrarles a sus pacientes relajantes musculares y examinarlos con electromiografía. En 1989, se aceptaron criterios para un diagnóstico del SPS que incluían rigidez axial episódica, progreso de rigidez, lordosis y espasmos desencadenados. El nombre de esta enfermedad fue cambiado de "síndrome de hombre rígido" al género neutro "síndrome de persona rígida".
En 1963 se determinó que el diazepam ayudaría a aliviar los síntomas del SPS. Los corticosteroides se usaron por primera vez para tratar la condición en 1988 e intercambios plasmáticos se implementaron por primera vez en el año siguiente. El primer uso de inmunoglobulina intravenosa para tratar la enfermedad se produjo en 1994.
En 1988 Solimena et al. descubrieron que los anticuerpos contra la GAD jugaron un papel clave en el SPS. Dos años después Solimena encontró los anticuerpos en 20 de 33 pacientes examinados. A finales de los años 80, también se descubrió que el suero de pacientes con SPS se unía a las neuronas GABAérgicas. En 2006 se descubrieró la función de GABARAP en el SPS. El primer caso de SPS paraneoplásico se detectó en 1975. En 1993, se demostró que la antianfifisina desempeñaba un papel en el SPS paraneoplásico y siete años después, también se descubrió que la antigefirina estaba implicada en la enfermedad.

## Síntomas y pronóstico
Los pacientes experimentan contracciones musculares tónicas fluctuantes y progresivas particularmente en la musculatura axial.

También se experimenta depresión y ansiedad como resultado de la incomodidad que produce la rigidez, más que por anormalidades neuroquímicas.

Se ha visto niveles reducidos de GABA en el cerebro de los afectados mediante imágenes por resonancia magnética nuclear.
El síndrome de persona rígida (SPS) es comúnmente dividido en varios subtipos, según la causa y el progreso de la enfermedad.
Hay tres clasificaciones clínicas del SPS:
- SPS Clásico, asociado con otras condiciones autoinmunes y usualmente positivo para anticuerpos GAD
- Variantes parciales del SPS
- Encefalomielitis progresiva con rigidez mioclonía (PERM por sus siglas en inglés) [11]

Alrededor del 70% de las personas con SPS tienen la forma «clásica» de esta enfermedad. Las personas con SPS clásico usualmente experimentan tensión intermitente o dolor muscular del tronco. Estos músculos repetidamente se contraen de forma involuntaria ocasionando que crezcan y que se tornen rígidas. Eventualmente, los músculos rígidos reducen la amplitud de movimiento de la persona afectada, reducen la velocidad de los movimientos voluntarios y pueden ocasionar una postura anormal, particularmente hiperlordosis lumbar (una curva característica en la parte baja de la espalda). Los músculos troncales rígidos también pueden impedir que el pecho y el abdomen se expanden ocasionando dificultad para respirar y saciedad temprana. En muchos pacientes con SPS, la rigidez muscular con el tiempo progresa del tronco hacia las extremidades; primero afectando los músculos más cercanos al tronco y después los más lejanos. Las extremidades rígidas pueden afectar el equilibrio y la manera de andar, ocasionando caídas torpes, como si fueran estatuas, donde la persona afectada no puede estirar los brazos para amortiguar la caída. Además del endurecimiento, muchos pacientes con SPS desarrollan episodios de espasmos musculares que se activan por movimientos repentinos o al sentirse molesto o al sufrir un susto. Los espasmos a veces vienen acompañados de presión arterial, frecuencia cardíaca y temperatura corporal elevadas y sudoración. Algunas personas experimentan dolor muscular crónico.
El endurecimiento muscular fluctúa al principio, a veces por días o semanas, pero eventualmente empieza a deteriorar la movilidad consistentemente. Durante el desarrollo de la enfermedad, los pacientes a veces se vuelven incapaces de caminar o de doblarse. El dolor crónico es común y empeora con el tiempo, pero a veces también ocurre dolor agudo. El estrés, el clima frío y las infecciones aumentan los síntomas mientras que dormir los disminuye.
Los pacientes con SPS experimentan espasmos superpuestos y una sensibilidad extrema al tacto y al sonido. Estos espasmos ocurren principalmente en las extremidades proximales y músculos axiales.Los espasmos suelen durar minutos y pueden repetirse durante varias horas. Los ataques de espasmos son impredecibles y suelen estar provocados por movimientos rápidos, angustia emocional o sonidos o toques repentinos. En casos poco frecuentes, pueden verse afectados los músculos faciales, las manos, los pies y el tórax y se pueden producir movimientos oculares inusuales y vértigo. Los pacientes presentan reflejos de estiramiento vigoroso y clono. En una fase avanzada de la enfermedad, puede producirse mioclonía hipnagógica.
Además de los síntomas físicos, muchas personas con SPS sufren de trastornos neurológicos y psiquiátricos. Algunas personas con SPS padecen diversos trastornos neurológicos que afectan a los reflejos físicos y el movimiento de los ojos. Algunas personas también sufren de ansiedad, depresión, trastornos por consumo de alcohol y fobias, en particular la agorafobia. La mayoría de los pacientes son psicológicamente normales y responden razonablemente a sus situaciones.
Una minoría de personas con SPS la experimentan «la forma parcial» del síndrome, también llamada «síndrome de extremidad rígida», en la que las contracciones musculares y la rigidez se limitan a las extremidades o, a veces, a una sola extremidad. Este síndrome evoluciona hacia un SPS completo en aproximadamente el 25% de los casos. La rigidez comienza en una extremidad y permanece de forma más prominente en ella. El síndrome de extremidad rígida suele provocar problemas en los esfínteres y el tronco encefálico.
La encefalomielitis progresiva con rigidez y mioclonía, otra variante de la enfermedad incluye los síntomas de SPS, junto con problemas de tronco encefálico, trastornos autónomos y mioclonía. En algunos casos, también se ve afectado el sistema límbico. La mayoría de los pacientes tienen problemas de neuronas motoras superiores y trastornos autónomos.
Alrededor del 5% de las personas con SPS experimentan los síntomas como un síndrome paraneoplásico como resultado de un tumor en otra parte del cuerpo que libera moléculas bioactivas. El SPS paraneoplásico puede afectar a una sola extremidad o al tronco y las extremidades juntas.
El pronóstico es variable y no es un predictor fiable de la velocidad y la severidad de la aparición de la enfermedad. La tetania muscular puede llevar a ruptura muscular y ósea, o problemas en la deglución y respiración en casos severos.
El progreso del SPS depende de si es una forma de condición típica o anormal y en la presencia de comorbilidades. El reconocimiento temprano y el tratamiento neurológico pueden limitar el progreso. El SPS es generalmente un tratamiento receptivo pero, sin embargo, la condición usualmente progresa y se establece periódicamente. Incluso con tratamiento, la calidad de vida generalmente suele disminuir a medida que la rigidez impide numerosas actividades. Algunos pacientes requieren de ayuda para la movilidad debido al riesgo de caídas. Alrededor del 65% de pacientes con SPS son incapaces de funcionar por sí mismos y aproximadamente el 10% requiere cuidado intenso en algún momento. La muerte súbita ocurre en alrededor del mismo porcentaje de pacientes. Estas muertes usualmente son causadas por la acidosis metabólica, la crisis autonómica.

## Epidemiología
Se estima que el SPS tiene una prevalencia de aproximadamente una a dos personas por millón y puede afectar a las mujeres hasta tres veces más frecuente que a los hombres. En el Reino Unido, se identificaron 119 casos entre los años 2000 y 2005. No ocurre predominantemente en cualquier grupo racial o étnico y puede ocurrir a cualquier edad, aunque ocurre más frecuente en personas de alrededor de 40 años. Alrededor del 35% de los pacientes con SPS tienen diabetes tipo 1.

## Causas propuestas
Debido a que muchos pacientes con SPS tienen anticuerpos circulantes contra la glutamato descarboxilasa (GAD), enzima limitante de la velocidad para la síntesis del ácido γ-aminobutírico (GABA), se ha postulado que se trata de una enfermedad autoinmune. Alrededor del 80% de los pacientes con SPS tienen anticuerpos GAD, en comparación con aproximadamente el 1% de la población general. No obstante, los anticuerpos anti GAD no pueden ser la única causa, puesto que casi todos los enfermos de Diabetes mellitus tipo 1 tienen anticuerpos anti-GAD, aunque la frecuencia de SPS entre estos pacientes es de 1 en 10.000. Las regiones de la proteína GAD (epitopos) reconocidos por estos anticuerpos pueden diferir en cada enfermedad. Una mutación en el GLRA1 (receptor de glicina) es responsable de algunos casos de este síndrome.
En general, se cree que la GAD, un autoantígeno presináptico, desempeña un papel clave en la enfermedad, pero se desconocen los detalles exactos de la forma en que los autoanticuerpos afectan a los pacientes con SPS. La mayoría de los pacientes con SPS con anticuerpos GAD en títulos altos también tienen anticuerpos que inhiben la proteína asociada al receptor GABA (GABARAP). En ocasiones, también se encuentran autoanticuerpos contra la anfifisina y la gefirina en pacientes con SPS. Los anticuerpos parecen interactuar con los antígenos en las neuronas cerebrales y las sinapsis de la médula espinal, provocando un bloqueo funcional del neurotransmisor inhibidor ácido gamma-aminobutírico (GABA). Lo que conduce a una alteración del GABA que probablemente causa la rigidez y los espasmos que caracterizan al SPS. Hay niveles bajos de GABA en las cortezas motoras de los pacientes con SPS.
Se desconoce por qué se produce la autoinmunidad contra la GAD en los pacientes con SPS y se ha cuestionado si el SPS puede considerarse un trastorno autoinmune neuro, así como si estos anticuerpos son patogénicos. El nivel de títulos de anticuerpos GAD encontrados en pacientes con SPS no se correlaciona con la gravedad de la enfermedad, lo que indica que no es necesario controlar estos niveles de títulos. No se ha demostrado que los anticuerpos GAD sean la única causa del SPS, pero posiblemente sean un marcador o un epifenómeno de la causa de la condición.
En los pacientes con SPS, la unidad motora de neuronas se dispara involuntariamente de forma parecida a una contracción normal. Los potenciales de unidad motora se disparan mientras el paciente está en reposo, sobre todo en los músculos que están rígidos. El disparo excesivo de las motoneuronas puede ser causado por un mal funcionamiento de las redes inhibitorias espinales y suprasegmentarias que utilizan GABA. Las acciones involuntarias aparecen como voluntarias en las pruebas EMG; incluso cuando el paciente intenta relajarse, se producen contracciones agonistas y antagonistas.
En una minoría de pacientes con SPS, el cáncer de mamá, ovario o pulmón se manifiesta de manera paraneoplásica como rigidez muscular proximal. Estos cánceres están asociados con las proteínas sinápticas anfifisina y gefirina. El SPS paraneoplásico con anticuerpos de anfifisina y el adenocarcinoma de mama tienden a presentarse juntos. Estos pacientes no suelen tener anticuerpos anti-ADG. Se ha demostrado la transferencia pasiva de SPS por inyección de plasma en el SPS paraneoplásico, pero no en el SPS clásico.
Existen pruebas de la influencia genética en el riesgo de SPS. El locus HLA de clase II hace que los pacientes sean susceptibles a la enfermedad. La mayoría de los pacientes con SPS tienen el alelo DQB1* 0201. Este alelo también está asociado con la diabetes tipo 1.
Una mutación en el GLRA1 (receptor de glicina) es responsable de algunos casos de este síndrome.
Un estudio reciente demostró en dos gemelos monocigóticos que padecen SPS que los anticuerpos anti GAD están producidos por células plasmáticas de larga duración y linfocitos B de memoria.

## Diagnóstico
El diagnóstico es generalmente clínico ya que no existe ninguna prueba de laboratorio que por sí sola sea diagnóstica. Aunque los Anticuerpos anti-Decarboxilasa están presentes en el 80% de los casos, este es un hallazgo no específico. En menor proporción se encuentran también anticuerpos anti-tiroideos, anti-islotes, anti-gliadina, anti-nuclareares, o anti-RNP. El hecho de lo inespecífico de los síntomas y la ausencia de pruebas de laboratorio específicas demora el diagnóstico de la enfermedad varios años por lo general. En muchas ocasiones se piensa en un origen psicógeno de los síntomas.
Los anticuerpos contra la descarboxilasa del ácido glutámico (GAD), son los que definen los trastornos del espectro de anticuerpos GAD que incluyen: síndrome de la persona rígida (SPS), ataxia cerebelosa, epilepsia autoinmune, encefalitis límbica, encefalomielitis progresiva con rigidez y mioclono (PERM) y trastornos del movimiento ocular, todos los cuales se caracterizan por excitabilidad neuronal de causa autoinmune.
El SPS se diagnostica evaluando los hallazgos clínicos y excluyendo otros problemas médicos ya que no existe ninguna prueba de laboratorio que por sí sola sea diagnóstica. Debido a la rareza y variedad de los síntomas del SPS, la mayoría de los afectados por la enfermedad esperan varios años antes de recibir un diagnóstico correcto.
La presencia de anticuerpos anti-GAD es la mejor indicación de la enfermedad que puede detectarse mediante análisis de sangre y pruebas de líquido cefalorraquídeo (LCR). Los anti-GAD65 se encuentran en aproximadamente el 80% de los pacientes con SPS. En los análisis de sangre también suelen encontrarse los anticuerpos antitiroideos, el antifactor intrínseco, los antinucleares, el anti-RNP y la antigliadina. La electromiografía demuestra disparos involuntarios de unidades motoras en pacientes con SPS. Se puede confirmar el diagnóstico de SPS al observar espasmos en músculos distantes como resultado de la estimulación de nervios cutáneos o mixtos. La respuesta al diazepam ayuda a confirmar que el paciente tiene SPS, ya que este fármaco disminuye la rigidez y los disparos de unidades motoras.
Para diagnosticar el SPS paraneoplásico se emplean los mismos criterios generales que para la forma normal de la enfermedad. Una vez diagnosticado el SPS, la mala respuesta a las terapias convencionales y la presencia de cáncer indican que puede ser paraneoplásico. En los pacientes con SPS que responden mal a la terapia está indicada la realización de tomografías para determinar si la causa es el cáncer.
Varias enfermedades presentan síntomas similares al SPS, como las mielopatías, las distonías, las degeneraciones espinocerebelosas, la esclerosis lateral primaria, la neuromiotonía y algunos trastornos psicógenos. También deben excluirse el tétanos, el síndrome neuroléptico maligno, la hipertermia maligna, la interneuritis espinal crónica, el síndrome serotoninérgico, la esclerosis múltiple y la enfermedad de Parkinson.
A menudo, los miedos y fobias de los pacientes inducen erróneamente a los médicos a pensar que sus síntomas son psicógenos y a veces se sospecha que son fingidos. En promedio, pasan seis años desde la aparición de los síntomas hasta que se diagnostica la enfermedad.

## Tratamiento
El tratamiento es principalmente paliativo con relajantes musculares que potencian la acción del GABA, como las benzodiazepinas. Estos tratamientos pierden eficacia a medida que la enfermedad progresa.
Sin que existan ensayos de clase A doble-ciego y controlados por placebo que determinen la eficacia del tratamiento, algunos expertos recomiendan ensayos humanos de terapia inmunosupresora, plasmaféresis o infusiones intravenosas de inmunoglobulina. Un estudio reciente financiado por el NINDS demostró que la eficacia del tratamiento con inmunoglobulina intravenosa (IVIg) reducía la rigidez y disminuía la sensibilidad a los ruidos, el tacto y el estrés de los pacientes.
El anticuerpo monoclonal rituximab ha producido remisiones de larga duración. Se están realizando ensayos clínicos.
Se informó de un ensayo clínico en abril de 2008 en el Neurology. Los síntomas del paciente mejoraron inesperadamente tras la administración de propofol.
No se ha encontrado un tratamiento basado en evidencia para el SPS, ni se han realizado ensayos controlados a gran escala sobre tratamientos para esta condición. La rareza de la enfermedad complica los esfuerzos para establecer directrices.
No obstante, las estrategias de tratamiento de primera línea incluyen el manejo de los síntomas con fármacos GABAérgicos, como el diazepam y el baclofeno. Las inmunoterapias, como la IVIG y el rituximab, también pueden ser utilizadas en individuos que no responden adecuadamente al manejo sintomático. La fisioterapia también puede ser de ayuda.

## Casos destacados
En diciembre del 2022, la cantante Céline Dion anunció que ella sufría de este síndrome, lo cual resultó en las cancelaciones de sus conciertos. En julio del 2024, Dion presentó "Hymne à L'amour" en la ceremonia de apertura de los Juegos Olímpicos de París, su primera actuación pública posterior a su diagnóstico.